# Campeonato Asiático de Atletismo de 2015 - 3000 m com obstáculos masculino
A prova dos 3000 metros com obstáculos masculino do Campeonato Asiático de Atletismo de 2015 foi disputada no dia 6 de junho de 2015 no Wuhan Stadium em Wuhan, na China.

## Recordes
Antes desta competição, os recordes mundiais e do campeonato nesta prova eram os seguintes:
|                       | Nome                      | Nacionalidade | Tempo     | Local    | Data                  |
| --------------------- | ------------------------- | ------------- | --------- | -------- | --------------------- |
| Recorde mundial       | Saif Saaeed Shaheen       | Catar         | 7m 53s 63 | Bruxelas | 3 de setembro de 2004 |
| Recorde do campeonato | Khamis Abdullah Saifeldin | Catar         | 8m 16s 00 | Colombo  | 2002                  |
| Recorde asiático      | Saif Saaeed Shaheen       | Catar         | 7m 53s 63 | Bruxelas | 3 de setembro de 2004 |

## Medalhistas
| Ouro                   | Prata                      | Bronze                     |
| John Kibet Koech (BHR) | Hashim Salah Mohamed (QAT) | Evans Rutto Chematot (BHR) |

## Cronograma
Todos os horários são locais (UTC+8)
| Data       | Hora  | Evento |
| ---------- | ----- | ------ |
| 6 de junho | 18:20 | Final  |

## Final
A final da prova ocorreu dia 6 de julho às 18:20.
| Posição           | Atleta               | Nacionalidade | Tempo   | Notas |
| ----------------- | -------------------- | ------------- | ------- | ----- |
| Medalha de ouro   | John Kibet Koech     | Bahrein       | 8:27.03 |       |
| Medalha de prata  | Hashim Salah Mohamed | Catar         | 8:36.02 |       |
| Medalha de bronze | Evans Rutto Chematot | Bahrein       | 8:42.76 |       |
| 4                 | Hossein Keyhani      | Irão          | 8:48.48 |       |
| 5                 | Singh Jaiveer        | Índia         | 8:52.16 |       |
| 6                 | Aoi Matsumoto        | Japão         | 9:00.34 |       |
| 7                 | Naveen Kumar         | Índia         | 9:12.72 |       |

Legenda
| Recorde mundial       | Recorde mundial (World record)               |                       | Recorde africano                      | Recorde africano (African) |                                           | Q | Classificado por posição (Qualified) |
| Recorde do campeonato | Recorde do campeonato (Championship record)  | Recorde da América    | Recorde da América (Americas)         | q                          | Classificado por melhor tempo (Qualified) |   |                                      |
| Melhor marca do ano   | Melhor marca do ano (World leading)          | Recorde asiático      | Recorde asiático (Asian)              | DNS                        | Não largou (Did not start)                |   |                                      |
| Recorde nacional      | Recorde nacional (National record)           | Recorde europeu       | Recorde europeu (European)            | DNF                        | Não terminou (Did not finish)             |   |                                      |
| Recorde pessoal       | Recorde pessoal do atleta (Personal best)    | Recorde da Oceania    | Recorde da Oceania (Oceania)          | DSQ / DQ                   | Desclassificado (Disqualified)            |   |                                      |
| Recorde da temporada  | Recorde da temporada do atleta (Season best) | Recorde sul-americano | Recorde sul-americano (South America) | NM                         | Sem marca (No mark)                       |   |                                      |